# Marc Elsen
Marc Elsen (Petit-Rechain, 4 januari 1960) is een voormalig Belgisch politicus voor het cdH.

## Levensloop
Elsen behaalde het diploma van licentiaat in de psychologische wetenschappen aan de Universiteit Luik, met als specialisatie klinische psychologie en misdaadpsychologie. Van 1983 tot 1991 werkte hij als psycho-pedagogisch adviseur bij het PMS-centrum in Verviers, waarvan hij vanaf 1991 directeur was, tot hij in 2002 met politiek verlof ging.
Voor de christendemocratische PSC en opvolger cdH engageerde Elsen zich in de lokale politiek van Verviers. Hij begon zijn politieke carrière toen hij in 1988 werd verkozen als gemeenteraadslid van de stad. Van 1995 tot 2006 was Elsen er schepen; in de legislatuur 1995-2000 bevoegd voor personeel, levenskwaliteit en leefmilieu en in de periode 2001-2006 voor informatica, ruimtelijke ordening en leefmilieu. Na de gemeenteraadsverkiezingen van 2006 belandde cdH in de oppositie, maar zes jaar later slaagde Elsen erin om een bestuursmeerderheid te vormen met de MR en werd hij burgemeester van de stad. Door strubbelingen in het stadsbestuur  besloot het cdH in 2015 een nieuwe meerderheid te vormen met de PS, waardoor Elsen volgens de regels van het Waalse lokale kiesdecreet de burgemeesterssjerp moest afstaan aan Muriel Targnion. Hij bleef nog tot in augustus 2020 in de gemeenteraad van Verviers zetelen en nam toen ontslag uit onvrede over de conflicten binnen het stadsbestuur van Verviers, die de stad maandenlang in een politieke impasse stortte.
Elsen was ook actief als parlementslid. In april 2002 volgde hij de Duitstalige Elmar Keutgen op als lid van het Parlement van de Franse Gemeenschap. In 2004 werd zijn mandaat in dit parlement verlengd, ditmaal als opvolger van de Duitstalige Herbert Grommes. Daarenboven zetelde hij van 2007 tot 2009 namens het Parlement van de Franse Gemeenschap als gemeenschapssenator in de Senaat. Van 2009 tot 2013 zetelde hij zowel in het Waals Parlement als in het Parlement van de Franse Gemeenschap. In dit laatste parlement was hij van 2009 tot 2013 fractievoorzitter van het cdH. In juli 2013 nam hij ontslag als parlementslid om zich ruimer aan het burgemeesterschap van Verviers te kunnen wijden.
Na zijn parlementaire carrière werd Marc Elsen actief als zelfstandig psycholoog. Daarnaast was hij van 2016 tot 2019 regeringscommissaris voor de Waalse Regering bij de openbare waterbeheersmaatschappij SPGE en van 2017 tot 2018 als deeltijds expert werkzaam voor de cdH-fractie van het Parlement van de Franse Gemeenschap.
Op 26 mei 2014 werd hij benoemd tot ridder in de Leopoldsorde.